# Maurice McTigue
Maurice P. MacTigue (Methven, 1940) est un homme politique néo-zélandais du National Party.
Il représente l'électorat de Timaru au Parlement à partir de 1985, quand il gagne les élections partielles de Timaru en 1985 après la mort de Sir Basil Arthur, contre qui il avait perdu lors des élections générales en 1984.
Il perd son siège face à Jim Sutton aux élections générales en 1993.
Il est Haut-Commissaire de la Nouvelle-Zélande auprès du Canada de 1994 à 1997.
Il est connu dans les milieux conservateurs et libéraux pour son livre Réduire l'État à ses justes proportions : la Nouvelle-Zélande (Rolling Back Government: Lessons from New Zealand), où il décrit les réformes profondes que son parti et lui-même ont entrepris pour rétablir la prospérité en Nouvelle-Zélande.